# Comissão Sismológica Europeia
A Comissão Sismológica Europeia (CSE) é uma das comissões regionais da Associação Internacional de Sismologia e Física do Interior da Terra (IASPEI), que tem por objetivo promover estudos sismológicos e projetos na Europa, noutros países em volta do Mediterrâneo e, ainda, noutros países vizinhos, estendendo-se assim da Dorsal Mesoatlântica aos Montes Urais e do oceano Ártico ao Norte de África.
A CSE utiliza a Escala Macrossísmica Europeia (EMS) para medir a intensidade sísmica causada pelo movimento das placas tectónicas e logo dos seus efeitos destruidores, escala que é baseada na Escala Medvedev-Sponheuer-Karnik (EMSK) cuja característica é a de, contrariamente às escalas sísmicas de magnitude,  indicar o grau como um terreno é afetado pelo sismo.

## História
A Comissão Sismológica Europeia (CSE) foi criada em 28 de agosto de 1951, pela Associação Internacional de Sismologia e Física do Interior da Terra (IASPEI), durante a 9.ª Assembleia Geral da União Internacional de Geodesia e Geofísica (IUGG). Contudo, a primeira reunião ordinária ocorreu apenas no ano seguinte, em Estugarda (Alemanha), organizada por W. Hiller, tendo estado presentes 13 países europeus.
As Assembleias Gerais da CSE realizam-se a cada dois anos, em diferentes locais.

## Objetivos
Os principais objetivos e atividades do CSEM são:
- Facilitar a troca de ideias e encontros pessoais entre cientistas, mediante a realização de Assembleias Gerais da CSE, workshops e seminários sobre temas específicos e fóruns de discussão sobre questões emergentes.
- Incentivar a cooperação entre indivíduos e organizações, através da criação de Grupos de Trabalho sobre problemas sismológicos de interesse comum internacional, com ênfase em novos temas de investigação.
- Promover estudos interdisciplinares que envolvam a sismologia.
- Incentivar a cooperação com outras comunidades científicas e de engenharia europeias e não europeias.
- Organizar e incentivar outros indivíduos a organizar cursos de formação em Sismos e Engenharia Sismológica, especialmente jovens cientistas.
- Atuar de acordo com os estatutos, regulamentos e recomendações da Associação Internacional de Sismologia e Física do Interior da Terra (IASPEI).

## Membros
Atualmente, o CESD é constituído 36 países membros e 8 países observadores, nomeadamente:
Países membros
| - Alemanha - Áustria - Azerbaijão - Bélgica - Bulgária - Croácia - Dinamarca - Egito - Eslováquia | - Eslovénia - Espanha - Estónia - Finlândia - França - Grécia - Hungria - Irlanda - Islândia | - Israel - Itália - Jordânia - Luxemburgo - Marrocos - Mónaco - Noruega - Países Baixos - Polónia | - Portugal - Reino Unido - República Checa - República da Macedónia - Roménia - Rússia - Suécia - Suíça - Turquia |

Países observadores
- Albânia
- Argélia
- Geórgia
- Líbano
- Líbia
- Malta
- Tunísia

## Lista de presidentes
Abaixo segue-se a lista de presidentes da CSE:
| - 1951-1956: W. Hiller (Alemanha) - 1956-1959: P. Caloi (Itália) - 1959-1962: J. Bonelli (Espanha) - 1962-1966: A. Zatopek (Checoslováquia) - 1966-1970: M. H. Jensen (Dinamarca) - 1970-1972: E. Savarensky (União Soviética) - 1972-1976: St. Mueller (Suíça) - 1976-1978: R. Teisseyre (Polónia) - 1978-1982: A. R. Ritsema (Países Baixos) - 1982-1986: H. Stiller (Alemanha Oriental) - 1986-1990: C. Morelli (Itália) | - 1990-1994: L. Waniek (Checoslováquia) - 1994-1998: G.A. Sobolev (Rússia) - 1998-2002: L. Mendes Victor (Portugal) - 2002-2006: C. Eva (Itália) - 2006-2008: D. Giardini (Suíça) - 2008-2010: J. Zschau (Alemanha) - 2010-2012: S. S. Jakobsdóttir (Islândia) - 2012-2014: A. Zavyalov (Rússia) - 2014-2016: W. Lenhardt (Áustria) - 2016-2018: I. Cecic (Eslovénia) - 2018-presente: M.J. Jiménez (Espanha) |